# El Poal
El Poal település Spanyolországban, Lleida tartományban. El Poal Linyola, Vila-sana, El Palau d'Anglesola és Bellvís községekkel határos. Lakosainak száma 653 fő (2024).

## Népesség
A település népessége az utóbbi években az alábbiak szerint változott:
| Lakosok száma | 59   | 682  | 814  | 689  | 639  | 649  | 649  | 655  | 670  | 653  |
|               | 1717 | 1940 | 1960 | 1981 | 2002 | 2008 | 2012 | 2016 | 2020 | 2024 |